# 武吉拉惹

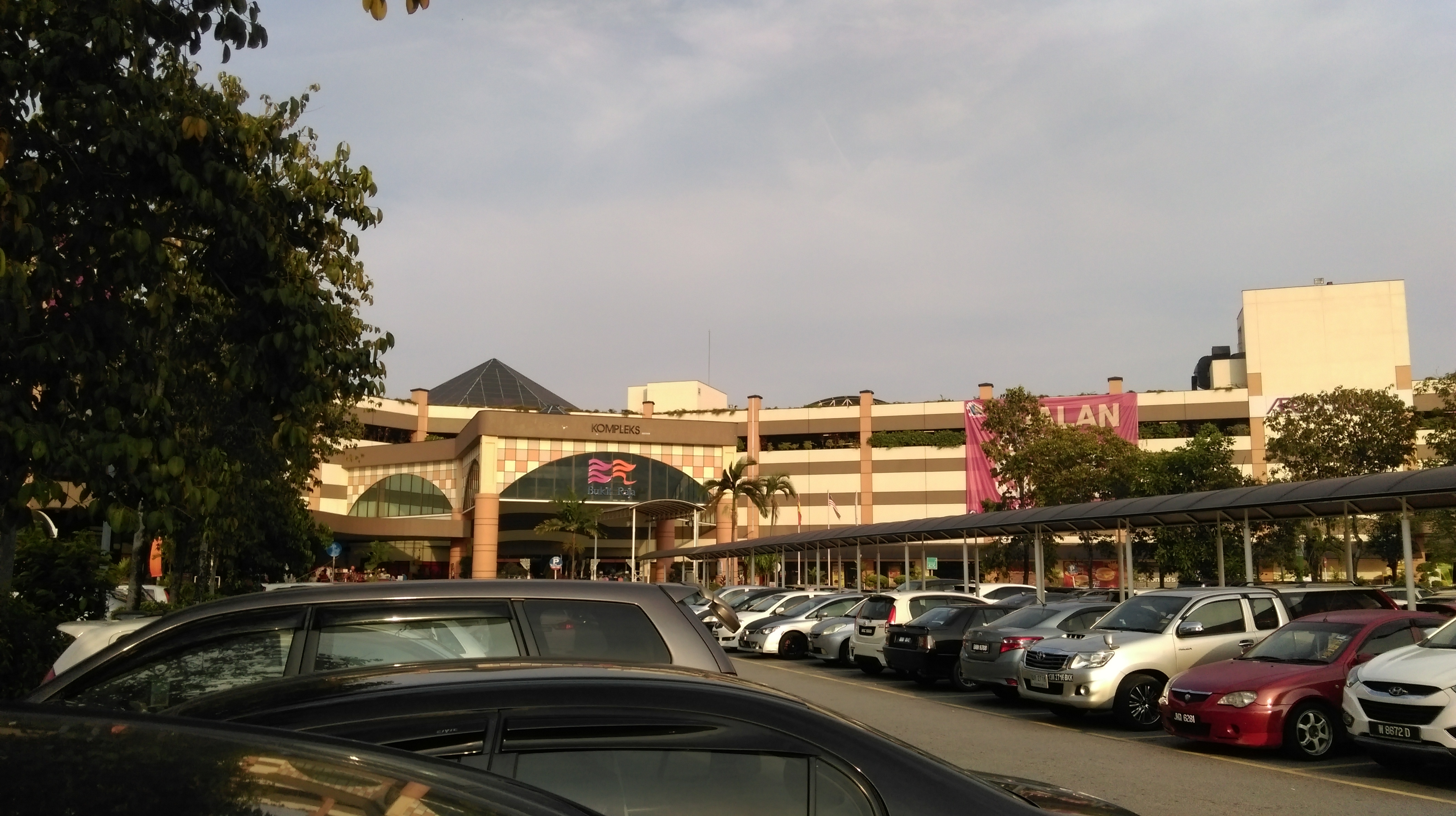
武吉拉惹永旺购物中心

武吉拉惹是马来西亚雪兰莪州八打灵县的一个巫金，现位于巴生县内。
此处曾是油棕榈种植园，但目前庄园已不存，被改造成了住宅区。住宅区内有便利店、淡米尔小学，足球场以及职工羽毛球场。